# Palacios (Teksas)
Palacios je grad u američkoj saveznoj državi Teksas. Prema popisu stanovništva iz 2010. u njemu je živjelo 4.718 stanovnika.